# قرمزآباد
قرمزآباد ، روستایی از توابع بخش ضیاءآباد شهرستان تاکستان در استان قزوین ایران است.
فاصله روستا تا قزوین تقریباً ۸۰ کیلومتر است. مردم روستا شیعی مذهب بوده و به زبان ترکی تکلم می‌کنند. نام خانوادگی اکثر مردم روستا غلامحسینی و حاجی محمدی می‌باشد.
روستای قرمزآباد با روستاهای بوزندان(آزادده )، ارونقاش، قراجه قیه و قینرجه همسایه می‌باشد. آب و هوای روستا سرد و کوهستانی بوده و فصل سرما از اواسط شهریور ماه نمایان شده و تا پایان خرداد ماه خود نمایی می‌کند.
قرمز آباد دارای معادن عظیم سیلیس (ماده اولیه شیشه) بوده و هر ساله کوه های بزرگ و زیبای روستا در برابر مکتشفین معدن سر تعظیم فرود می آورند.
شغل اکثر مردم روستا در فصول غیر از زمستان کشاورزی و دامپروری می باشد.مهمترین محصول تولیدی در حوزه کشاورزی  انگور و گندم می‌باشد ولی در کنار آنها می‌توان از جو، عدس نخود، لوبیا، بادام، گردو،سیب زمینی، گوجه فرنگی و سایر صیفی‌جات نام برد.
روستا دارای امکاناتی نظیر آب،برق،گاز،تلفن بی سیم و طرح هادی روستایی نیز می باشد. آب و هوای مناسب و طبیعت سر سبز روستای قرمزآباد ،موجب شده شهرنشینان علاقه مند به ساخت و ساز در روستا شوند و روستا رنگ و رخ شهری به خود بگیرد.

## جمعیت
این روستا در دهستان دودانگه سفلی قرار دارد و براساس سرشماری مرکز آمار ایران در سال ۱۳۸۵، جمعیت آن ۶۷۷ نفر (۱۵۸خانوار) بوده‌است.